# テッド神父
『テッド神父』（テッドしんぷ）あるいは『ファーザー・テッド』(英: Father Ted) は、アイルランドの西沿岸先にある架空のクラギー島 (Craggy Island) を舞台にした1990年代のテレビシチュエーション・コメディ番組。放映はチャンネル4で1995年4月21日から1998年5月1日まで3シーズンに分けてされた。

## 放送までの経緯
台本はアーサー・マシューズとグレアム・リネハンによって書かれた。番組内の風景はアイルランド共和国で撮られたが、建物内のシーンはすべてロンドンで撮影された。主演、脚本ともにアイルランド人で揃えたアイルランドの番組だったが、皮肉にも最初に放映されたのはイギリスからだった。恐らく内容があまりにもカトリック教会に辛辣なために非難抗議が出るのではないかとアイルランド放送協会 (RTE) 側が危惧したのが理由であろうが、カトリック信徒の多いアイルランド共和国では放映はされていなかった。しかしながらイギリスから人気がアイルランドにも伝わり、同地でも放映されて人気が出るに至った。現在でも人気は高く、アイルランド、イギリスで何度も再放送されている。
テーマソングを手がけたのは北アイルランド出身のバンド、ディヴァイン・コメディである。そのほか「Rock a Hula Ted」で歌われる「Big Men in Frocks」や「A Song for Europe」で登場する「My Lovely Horse」（ボーカルはフロントマンのニール・ハノン）、「The Miracle is Mine」等の劇中曲も提供している。

## あらすじ
主人公はクラギー島の教区館に住む3人のカトリック司祭と住む込みの家政婦の4人で、その3人の司祭は全員なぜ司祭になったのか/なりえたのが不思議なほどに人格的、能力的あるいは倫理的に不適当な人物揃い。また彼等の周りにいる司祭およびクラギー島の住民たちもどこか変わり者が多い。ドラマの舞台として主にテッドたちの教区館あるいはその周辺といった比較的狭い範囲でドラマが繰り広げられる。ストーリーの展開としては一番まともなテッドが他の個性あふれる登場人物に引っかきまわされる事が多い。
また番組内では映画のパロディーも多く、はっきりとしたネタだけでも『スピード』、『ミッション:インポッシブル』『ナイト・オブ・ザ・リビングデッド』などが使われている。

## 登場人物

### 主人公たち
テッド・クリリー神父 (Father Ted Crilly)
演 - ダーモット・モーガン
主人公。3人の司祭たちの中では一番行動が常識人に近い。だが、貧しい子供たちのためにルルドに送金するはずだった教会の寄付金を横領しているらしく、そのお金の件でツッコミを入れられると「自分の口座に預けているだけ(just resting in my account)」と異常なくらい猛烈に抗弁する。やる事なす事が小ずるく世間ずれしているが、うまく切り抜けたと思っていても大抵ドツボにはまっている事が多い。またどこか金銭に執着しているところがあり、まず何かしら金銭収入が見込まれる申し出には必ず二つ返事で即答する。身体的な特徴としておしりが毛むくじゃららしく、テッドをよく知る者からは事あるごとに「毛もじゃケツ(fluffy arse)」とネタにされている。彼の願望はクラギー島から離れてもっとリッチな（できればラスベガスの）教区に移る事、ないしテレビに映って有名になる事だが、その2つとも自分の思うような形には至っていない。
彼を演じたモーガンは、最終話 "Going to America" の収録が終わった日の翌日、自ら主催するディナーパーティーの最中に心臓発作で倒れ急逝した（45歳没）。
ドゥーガル・マグワイアー神父 (Father Dougal McGuire)
演 - アーダル・オハンロン
少年のように純真、というより少年以下の理解力しかない頭の回転が恐ろしくスローな若い神父。神父という職務にもかかわらずキリスト教全般の基本的な教義を信じてそう（あるいは理解してそう）にもなく、さらには神父という職業がどのようなものかすら自覚さえもしていない。その彼がなぜ司祭になりえたのかは謎。頭の中の出来事と現実に起こっている出来事を分けて考える事が不得手で、ベッドの脇に「この世に存在していないものリスト(List of things that don't exist)」を用意しており、時々チェックを加えている。外見は世間を知らない子供がそのまま大人になったようなもので、彼の非常に低い状況認識能力がよくテッドを引っ掻き回す。好きなものはサッカーとローラーブレード。
後日談だが、教皇ヨハネ・パウロ2世が死去した時、どの枢機卿が次期教皇の座につくかという賭けがアイルランドのブックメーカーから出されたが、その中にドゥーガル・マグワイアーの名前が載っていたらしい。もちろんジョークとして名前が挙がったのだが、配当は他の並みいる枢機卿の大半よりよかったという。
ジャック・ハケット神父 (Father Jack Hackett)
演 - フランク・ケリー
強烈な個性を持つ飲んだくれの老司祭。見た目にはアル中の、身なりが極めて不潔な老人だが、近付くと非常に危険。とくに手にしている酒を横取りされそうになると殴る。日常会話は「クソ(feck)」「ケツ(arse)」「酒(drink)」「オンナ(girls)」の4つの単語がそのほとんどを占める。一日のほとんどを居間の椅子でうたたねしているか、そうでなければ酒を飲んで過ごしているが、たまに酒と勘違いして変わったものやヘンなものを飲んで生死の境をさまよっている。若かりし頃は熱烈な神学校の教師で、影響された教え子の一人が後に無差別殺人を敢行するほどの影響を与えたらしい。また司祭という職務の範囲に留まらず「ウェットTシャツコンテスト」の審判員を勤めた事もある。彼の部屋、居間のいつも座る椅子の周辺、および彼自身は非常に汚れていてかつ異様な臭いを発している。
もちろんジャック神父役のケリーは素顔ではなく、メイクが施してある。本当の顔はジャックと正反対なダンディなおじさんで、最終話でその素顔と抜群な歌唱力も披露している。ジャックの容貌に関してケリーは「僕がジャックのメイクをしていたら、誰も僕に話し掛けようとはしないだろう」と言っている。ケリーは2016年2月28日に77歳で死去したが、奇しくもこの日はテッド役のダーモット・モーガンの命日であった。
ドイル夫人 (Mrs Doyle)
演 - ポーリーン・マックリン
テッドの教区館で雑用をこなす家政婦。紅茶を入れるのを生き甲斐としており、文字通り24時間その心血を注いでいる。明るく親切な女性だが、紅茶を入れる事に対する情熱はいささか常識を逸脱したもので、たとえ断る人がいたとしても相手の根気が折れるまでひたすら紅茶を勧める。またサンドイッチやケーキ、はたまたチョコレートのフェレロ・ロシェが出てくる時にはその量はいつも半端ではない。一応結婚しているらしいが、夫が番組に登場した事もなく、謎。また夫の話が口に出た事も、一回だけ軽く口をすべらせた以外、全くない。彼女のファーストネームですら番組内では知らされていない。
50歳を越えているであろうドイル夫人を演じたマックリンは当時30代。2001年にはイギリス政府の税務局の広報で再びドイル夫人のキャラクターを演じた。

### 教会関係者たち
レナード（レン）・ブレナン司教 (Bishop Leonard "Len" Brennan)
演 - ジム・ノートン
テッドたちの教区を管轄する司教すなわちテッドたちの上司にしてテッド、ドゥーガル、ジャックをアイルランドの僻地クラギー島に島流しにした張本人。テッドたち3人を「ポリスアカデミーの奴ら(the cast of Police Academy)」と呼び、非常に尊大かつ厳しい態度を取る。ルルドの寄付金横領の事もあってテッドは彼の逆鱗に触れる事を非常に怖がっているが、無邪気なドゥーガルはしばしば面白がって上司であるはずの彼を「レン」と気軽に呼び捨てにして彼を怒らせている。表向きには威厳高き厳格な司教を振る舞っているが、私生活では全く正反対で、極秘にカリフォルニアに愛人を囲っており子供までいる。嫌いなものはうさぎで、過去にエレベーターに閉じ込められてうさぎに外套および「すべて」をかじられて以来、うさぎに対して極度の恐怖症。
ノエル・ファーロング神父 (Father Noel Furlong)
演 - グレアム・ノートン
テッドの知人。非常にノリがよく陽気で、悪気もないけど、自己中心的。場所と時間と相手の態度に関係なく、躁状態一歩手前の狂気じみたノリと明るさで一方的に機関銃のように次から次へ話しかけてくる。その、人が途中で口をはさむのを許さない話しぶりゆえに実は誰とも会話が成立していない。一方的に話しかけていなければ歌を唄っており、番組中でも『ボヘミアン・ラプソディ』を熱唱しているが、音痴で大声なため唄っているというよりむしろ叫んでいると言った方が近い。いつも4人の「友人」といっしょで、みなノエルのテンションに圧倒されつつイヤイヤながら引き連れられており、テッドと出会う時にはすでに大抵睡眠なしで24時間以上つきあわされている。ドゥーガルは彼のあまりのハイテンションぶりに頭脳がついていけず苦手らしい。
ラリー・ダフ神父 (Father Larry Duff)
テッドの友人。人がよさそうな顔をしていて口調もおだやか。テッドが彼の携帯に電話するといつもタイミングが悪く、投げナイフで刺される、自動車で崖から落ちる、スキーで転倒して雪崩に巻き込まれる、12匹の飼い犬（ロットワイラー種）に噛まれるなど悲惨な目に合っている。
ディック・バーン神父(Father Dick Byrne)
近隣のラッギド島(Rugged Island)の教区に住んでいる神父。テッドとは犬猿の中。いつも何かしら些細なつまらない事で対立しており、大抵それが何かしらの勝負で決着つける事まで発展していくが、なぜかいつもその勝負に金を賭けている。電話でのテッドとの言葉のやりとりは大人というよりまるっきり子供の喧嘩そのもの。ラッギド島の教区館ではちょうどジャックとドゥーガルのような性格の（とはいえ彼等ほど極端ではないが）老司祭ジム・ジョンソン (Father Jim Johnson) と若い司祭シリル・マックダフ (Father Cyril MacDuff) と一緒に住んでいる。ドゥーガルは自分の事を棚に上げてマックダフの事をマヌケだと思っている。

### クラギー島の住人たち
オレイリー夫妻 (John and Mary O'Leary)
クラギー島で小さな雑貨屋を営む夫妻。テッドたちの前ではとても仲のよい愛情のこもった夫婦を演じているが、いないと殺人までしかねないような夫婦喧嘩に明け暮れている。
トム (Tom)
見るからに非常に情緒不安定かつ危険な人物で人を殺した経験があるらしい。テッドの目の前で銀行強盗をやらかした事もある。トムの家の内部は一見すると監獄のようで中には万力、ハンマー、チェーンソー、日本刀など武器そのものかまたは非常に危険な武器になりえる工具が一通り揃えてある。

## クラギー島について

### 所在位置
アイルランドの西の端に所在しているとされるド田舎の小さな島。世界のどの地図にも記されてはいないが、もし仮にあったとしてもまず誰もここを訪れようとはしないだろう。古来行き交う人の道しるべとなっていたようで、テッドが言うのには「一般に言われている事だが、島からはずれようすれば、それが島への向かう方向になる」らしい。島の周囲の海はイギリス政府が船によって核廃棄物を海中投棄する場所として利用されている。天候はいつもひどく、人々はこの天候のために島には「西側はなくなってしまい、北か南か東側しかない」と言う。

### 住民、環境
島には小さな町が1つだけあり、ほとんどの住民はここに住んでいる。テッドたちの教区館は町のはずれにある。住民の大半がアイルランド系、しかしながら島にはちょっとした中国人のコミュニティーがあり、マオリ族もなぜか一人だけ住んでいる。ド田舎ではあるが、島にはきちんと電話線が通っており、島独自の新聞「クラギー・アイランド・イグザミナー (Craggy Island Examiner)」まである。島には灯台、映画館、なんとインターネットカフェまである。近隣にはクラギー島と似たような島、ラッギド島が所在している。

### 名所
一応クラギー島にも観光名所はあるらしいが、どこも観光客は訪れた事はあまりない。
- クランリカードの聖石（The Holy Stone of Clonrichert)：島にある一番の観光名所。もともとはアイルランド本土にあったのだが、あまり観光客を呼ぶ事はできなくてクラギー島に移されたらしい。最近になってカトリック教会より「クラス2」の秘跡として登録されて格が上がった。
- 広場：クラギー島で何か催し物があるとここで行われる事が多い。その際には遊園地が一定期間開催される（といっても退屈なクラギー島だから規模は知れている）。
- ピクニック場：クラギー島の住民がピクニックに来る場所だが、どう考えても他の場所よりもピクニックするのに適していない寒いふきっさらしの荒れ野そのままの広場。ピクニック場には利用に対して細かな規則があるらしく、ジャージ姿でホイッスルを手に監視員のベンソンさん(Mr. Benson)がその規則の監視に昼夜目を光らせている。
- キャンプ場：島のキャンプ場。それだけ。近くに聖ケビンの切り株、聖パトリックの丘がある（というより到底名所になりえないものを無理矢理に観光名所としてくっつけた）。
- 聖ケビンの切り株（St. Kevin's Stump）：切り株。それだけ。
- 聖パトリックの丘（St. Patrick's Hill）：標高3メートルの土が盛っただけみたいな丘。それだけ。
- マジックロード（The Magic Road)：キャンプ場の近くにある不思議な道。見た目は上り坂なのに下り坂になっている。

## エピソード

### シリーズ1
1. Good Luck, Father Ted：アイルランドからテッドにクラギー島の司祭について取材に来たいと連絡があった。テレビに出られる！という事でテッドは大喜びなのだが、彼には問題があった。テレビに出たがりだが、言う事がアホなドゥーガルをどうやって遠ざけようか？
2. Entertaining Father Stone：ストーン神父がやってきた。困った。なぜなら彼は何も話さない、ただ居間に座っているだけで満足な人間だからだ。
3. The Passion of St. Tibulus：クラギー島にブレナン司教が訪れ「聖ティビュラスの受難」という倫理上問題のある映画が放映されるからカトリック教会として何らか手を打てと言われる。そこで映画館に行って抗議をしようと試みるが...
4. Competition Time：神父たちで行われる仮装コンテストがもうすぐだ。今年はエルビス・プレスリーをやろうと勇んでみたが、困った事になってしまった。ディック・バーンとのいがみ合いから引くに引けない状態なのに、どうする？
5. And God Created Women : テッドは作家のポリー・クラークと知り合う。クラギー島のコテージに住むことになった彼女はテッドを招待したいというが...
6. Grant Unto Him Eternal Rest : ジャックが酒と間違えて床磨き剤を飲み干してしまった。脈がなく、息もしていない。ジャックは死んでしまったのだろうか？一方、テッドとドゥーガルはジャックが二人に遺産を残していたことを知る。

### シリーズ2
1. Hell：7月19日。テッドはなぜかこの日が気になる。何かあったんだろうか？
2. Think Fast, Father Ted : 教区館の雨漏りの修理費用を集めるため、福引き大会を開くことにしたテッド。しかし、賞品の新車を壊してしまい...
3. Tentacles of Doom：クランリカードの聖石がバチカンでクラス2の秘跡と認定され、司教が3人もクラギー島に訪れるという。本来喜ぶべき事なのだが、テッドは憂鬱だった。なぜならテッドの周りには「酒」「女」としか言わないジャックとアホな事言い兼ねないドゥーガルがいるからだ。さて、この2人をどうする？
4. The Old Grey Whistle Theft：みんなとピクニックに行く予定だったテッドだがドゥーガルが友人と会う約束だったので、ジャック神父とで行く。そこは寒くて森も林もないただの荒れ野で管理人ベンソン氏がいるヘンなピクニック場で、家に帰ってきて出会ったドゥーガルの友人もヘンだった。次の日ベンソン氏のホイッスルが盗まれたという知らせが島中に轟き、住民がみなパニック状態になってしまう。タイトルはBBCの音楽番組「The Old Grey Whistle Test」のもじりである。
5. Song for Europe : ディック・バーンに挑発されたテッドがドゥーガルと共に音楽コンテスト「ユーロソング」に出場することになったが...
6. The Plague：ジャックが裸で夜中森の中をさまよっているとブレナン司教からお叱りを受け、困った事にクラギー島に来るという。さらに困った事にテッドの家にはなぜか司教の大嫌いなウサギが大量発生している。これをどうにかしようと遁走するのだが...
7. Rock-a-Hula Ted : 「ラブリー・ガール・コンテスト」の審査員をすることになったテッド。しかしフェミニストの女性歌手がクラギー島にやってきてしまい...
8. Cigarettes and Alcohol and Rollerblading：普段は文句の言い合いをするディック・バーンが非常に丁寧な話し方で電話をしてきた。バーンが言うには四旬節でタバコを断って気分が晴れ晴れとしたという。そこでテッドはタバコ、ジャックは酒、ドゥーガルはローラーブレードとそれぞれが好きなものを断とうとするのだが...
9. New Jack City : ジャックの手が毛むくじゃらになってしまい、施設に入院することになった。テッドは密かに喜ぶが、それもつかの間。新たにやってきた神父はとんでもない男だった。
10. Flight into Terror : 巡礼の旅から帰る飛行機でトラブルが発生。脱出用のパラシュートは２つしかない。どうしよう？

### クリスマススペシャル
1. A Chrismassy Ted：テッドが「ゴールデンクレリック賞」に選ばれた！しかしスピーチの原稿やクリスマスの準備に忙しい時に見知らぬ神父が昔の友達と言って現れる。冒頭ではBBCで当時放映されていた「バーリーキスエンジェル(Ballykissangel)」の主演キャラおよび端役で若き日のケヴィン・マクキッドが登場する。

### シリーズ3
1. Are You Right There, Father Ted?：ちょっとしたヘンな中国人のマネをしているのを中国人に見られて人種差別主義者のレッテルを貼られてしまう。テッドは誤解を解こうと奔走するのだが...
2. Chirpy Burpy Cheap Sheep : 「ひつじ王コンテスト」で賭けをしたテッド。しかし、テッドが賭けたひつじの様子がおかしい...
3. Speed 3：女ったらしの牛乳配達員、パット・マスタードの悪事を暴いたテッド。ドゥーガルが代わりに牛乳配達員として働くことになったが、パットの復讐が待ち受けていた...  いわゆる「スピード」の続編、ファーザーテッド・バージョン。
4. The Mainland : テッドとドゥーガル、ジャック、ドイル夫人は本土へ出かけることになったが、様々なトラブルに見舞われる。
5. Escape from Victory：またテッドがディック・バーンといがみ合い、今度は神父たちのフットサル勝負で挑む。バーンは助っ人にイタリア人を入れてきた。こっちはジャック神父を助っ人に入れるのだが...
6. Kicking Bishop Brennan up the Arse：テッドがついにブレナン司教に...
7. Night of the Nearly Dead：アイルランドのおばちゃんに大人気のオーエン・マックラブ(Eoin McLove)がやってくる！ドイル夫人はいてもたってもいられず、スーパーでうっかり口を滑らしてしまう。そして...「ナイト・オブ・ザ・リビングデッド」のテッド・バージョン。
8. Going to America : ついにテッドの夢が叶う時が来た。しかしドゥーガル、ジャック、ドイル夫人にはどうしても言い出せない...